# Sahle-Uork Zeudé
Sahle-Uork Zeudé (in amarico: ሳህለወርቅ ዘውዴ, Sahəläwärəḳ Zäwəde; Addis Abeba, 21 febbraio 1950) è una politica e diplomatica etiope.
Il 25 ottobre 2018 è stata eletta all'unanimità dall'Assemblea parlamentare federale quale 4º Presidente della Repubblica federale democratica dell'Etiopia, prima donna a ricoprire tale incarico. In precedenza, Sahle-Uork Zeudé ha ricoperto il ruolo di Rappresentante speciale del Segretario generale delle Nazioni Unite António Guterres presso l'Unione africana e di Capo dell'ufficio ONU presso l'Unione africana e Sottosegretario generale delle Nazioni Unite.

## Biografia
Dopo aver completato il ciclo scolastico presso il Liceo Gebremariam di Addis Abeba, si è laureata in scienze naturali all'Università di Montpellier, in Francia. Già dipendente del Ministero degli esteri etiope, Sahle-Uork Zeudé fu ambasciatrice in Senegal, con competenza anche su Mali, Capo Verde, Guinea-Bissau, Gambia e Guinea, dal 1989 al 1993. Dal 1993 al 2002 è stata ambasciatrice in Gibuti e rappresentante permanente presso l'Autorità intergovernativa per lo sviluppo (IGAD). Successivamente è stata ambasciatrice in Francia, rappresentante permanente presso l'UNESCO e accreditata in Tunisia e Marocco dal 2002 al 2006.
Sahle-Uork Zeudé è stata rappresentante speciale e capo dell'Ufficio integrato delle Nazioni Unite per la costruzione della pace nella Repubblica Centrafricana (BINUCA). In precedenza, ha ricoperto diverse altre posizioni di alto livello, tra cui quella di Rappresentante permanente dell'Etiopia presso l'Unione africana e la Commissione economica per l'Africa (ECA) e Direttrice generale per gli affari africani presso il Ministero degli affari esteri dell'Etiopia.
Nel 2011, Sahle-Uork Zeudé è stata nominata Direttrice Generale dell'Ufficio delle Nazioni Unite a Nairobi (UNON) dal Segretario Generale Ban Ki-moon. È stata la prima persona a ricoprire l'incarico a livello di Sottosegretario generale. È stata eletta all'unanimità 4º Presidente dell'Etiopia il 25 ottobre 2018, prima donna a ricoprire tale ruolo e, al momento dell'elezione, unica donna capo di Stato in Africa.